# خودتو غرق کن
«خودتو غرق کن» (به انگلیسی: Lose Yourself) عنوان تک‌ترانه‌ای از امینم، خواننده رپ و تهیه‌کننده موسیقی آمریکایی است که در سال ۲۰۰۲ میلادی منتشر شد. سرایندگان این ترانه خود امینم، لوئیس رستو و جف بس بودند و همچنین تهیه‌کنندگی و آهنگسازی این ترانه نیز بر عهده امینم و برادران باس بود. این ترانه دوازده هفته متوالی صدر بیلبورد ۱۰۰ بود که از این حیث رکوردار است و اولین موسیقی متن فیلم ۸ مایل بود که بر اساس زندگی امینم ساخته شده بود. همچنین از این ترانه به عنوان یکی از بزرگترین ترک های تاریخ هیپ هاپ یاد میشود.
این ترانه برنده جایزه گرمی، جایزه موسیقی بیلبورد و اولین و آخرین ترانه هیپ هاپ بوده که موفق به دریافت جایزه اسکار بهترین ترانه اورجینال شده است.

## نسخه‌های بازخوانی شده
این ترانه تاکنون توسط هنرمندان بسیاری از جمله تیلور سوئیفت، جاستین بیبر، ورد ال یانکویچ، تری دیز گریس، کلی کلارکسون و کایلی ایوانز بازخوانی شده‌است.
تیلور سوئیفت خواننده سبک کانتری، در بخشی از تور جهانی حالا صحبت کن ورس اول این ترانه و کروس آن را اجرا کرد.
جاستین بیبر، خواننده جوان سبک پاپ در قسمتی از تور دنیای من که در دیترویت، زادگاه امینم برگزار می‌شد به بازخوانی ورس اول این ترانه پرداخت
اد شیرن هم در کنسرت خود در دیترویت به صورت سوپرایز از امینم دعوت کرد و در اجرای این آهنگ او را همراهی کرد.
همچنین کلی کلارکسون یکی از برندگان مسابقات امریکن آیدل در اقدامی مشابه در کنسرت خود در شهر دیترویت به بازخوانی کامل این ترانه پرداخت.

## جدول‌ها و گواهینامه‌ها
| جدول (۲۰۰۲)                                           | بالاترین جایگاه |
| ----------------------------------------------------- | --------------- |
| استرالیا (ای‌آرآی‌ای)                                   | ۱               |
| اتریش (او۳ تاپ ۴۰ اتریش)                              | ۱               |
| بلژیک (اولتراتاپ ۵۰ فلاندرز)                          | ۱               |
| بلژیک (اولتراتاپ ۴۰ والونی)                           | ۱               |
| کانادا (جدول تک‌آهنگ‌های کانادا)                        | ۹               |
| دانمارک (ترک‌لیستن)                                    | ۱               |
| ۱۰۰ آهنگ داغ یوروچارت (بیلبورد)                       | ۱               |
| فنلاند (چارت اصلی فنلاند)                             | ۱               |
| فرانسه (اس‌ان‌ای‌پی)                                     | ۳               |
| آلمان (چارت کنترل رسانه)                              | ۲               |
| یونان (آی‌اف‌پی‌آی یونان)                                | ۱               |
| مجارستان (انجمن شرکت‌های ضبط مجارستان)                 | ۱               |
| ایرلند(جدول تک‌آهنگ‌های ایرلند)                         | ۱               |
| ایتالیا (فدراسیون صنعت موسیقی ایتالیا)                | ۱               |
| هلند (تاپ ۴۰ هلند)                                    | ۱               |
| نیوزلند (انجمن صنعت ضبط نیوزیلند)                     | ۱               |
| نروژ (وی‌جی-لیست)                                      | ۱               |
| رومانی (تاپ ۱۰۰ رومانی)                               | ۱               |
| سوئد (برترین سوئد)                                    | ۱               |
| سوئیس (چارت موسیقی سوئیس)                             | ۱               |
| تک‌آهنگ‌ها بریتانیا (جدول تک‌آهنگ‌های بریتانیا)           | ۱               |
| ترانه‌های آلترناتیو ایالات متحده (بیلبورد)             | ۱۴              |
| بیلبورد ایالات متحده (۱۰۰ آهنگ داغ بیلبورد)           | ۱               |
| ترانه‌های داغ آر اند بی/هیپ هاپ ایالات متحده (بیلبورد) | ۴               |
| ترانه‌های پاپ ایالات متحده (بیلبورد)                   | ۱               |
| ترانه‌های داغ رپ ایالات متحده (بیلبورد)                | ۲               |

| جدول (۲۰۰۳)                      | جایگاه |
| -------------------------------- | ------ |
| جدول تک‌آهنگ‌های استرالیایی        | ۲      |
| جدول تک‌آهنگ‌های اتریشی            | ۶      |
| جدول تک‌آهنگ‌های بلژیکی (فلاندرها) | ۱۶     |
| جدول تک‌آهنگ‌های بلژیکی (والونی)   | ۷      |
| تاپ ۴۰ هلند                      | ۱۲     |
| جدول ترانه‌های اس‌ان‌ای‌پی فرانسوی   | ۱۲     |
| جدول تک‌آهنگ‌های ایرلندی           | ۶      |
| جدول تک‌آهنگ‌های نیوزلندی          | ۳۰     |
| جدول تک‌آهنگ‌های سوئیسی            | ۱۲     |

| ۲۰۰۰–۲۰۰۹            | جایگاه |
| -------------------- | ------ |
| چارت کنترل رسانه     | ۴۴     |
| ۱۰۰ آهنگ داغ بیلبورد | ۲۸     |

| کشور     | گواهینامه   | فروش      |
| -------- | ----------- | --------- |
| استرالیا | ۴ تا پلاتین | ۲۸۰٬۰۰۰   |
| اتریش    | پلاتین      | ۵۰٬۰۰۰    |
| بلژیک    | پلاتین      | ۴۰٬۰۰۰    |
| فنلاند   | طلا         | ۶٬۳۰۰     |
| فرانسه   | طلا         | ۲۵۰٬۰۰۰   |
| آلمان    | طلا         | ۲۵۰٬۰۰۰   |
| یونان    | طلا         | ۱۰٬۰۰۰    |
| ژاپن     | طلا         | ۱۰۰٬۰۰۰   |
| نیوزلند  | پلاتین      | ۱۵٬۰۰۰    |
| نروژ     | پلاتین      | ۱۰٬۰۰۰    |
| سوئد     | پلاتین      | ۲۰٬۰۰۰    |
| سوئیس    | پلاتین      | ۳۰٬۰۰۰    |
| بریتانیا | نقره        | ۷۶۵٬۰۰۰   |
| آمریکا   | ۵ تا پلاتین | ۵٬۲۴۷٬۰۰۰ |